# El Sahugo
El Sahugo est une commune de la province de Salamanque dans la communauté autonome de Castille-et-León en Espagne. Elle fait partie du groupement européen de coopération territoriale Duero-Douro.